# Lac Martin (Louisiane)
Pour les articles homonymes, voir Lac Martin (homonymie).
Le lac Martin est situé dans la paroisse de Saint-Martin dans la ville du Pont Breaux (Breaux Bridge). Ce lac est une réserve naturelle dans les bayous de la Louisiane. On peut y admirer une végétation spectaculaire et de nombreuses espèces animales tel que    l’alligator et de nombreuses espèces d'oiseaux.